# 12. Tarnowska Nagroda Filmowa
12. Tarnowska Nagroda Filmowa – odbyła się w dniach 3–6 marca 1998 roku.

## Filmy konkursowe
- Bandyta – reż. Maciej Dejczer
- Farba – reż. Michał Rosa
- Historie miłosne – reż. Jerzy Stuhr
- Kiler – reż. Juliusz Machulski
- Kroniki domowe – reż. Leszek Wosiewicz
- Księga wielkich życzeń – reż. Sławomir Kryński
- Łóżko Wierszynina – reż. Andrzej Domalik
- Słoneczny zegar – reż. Andrzej Kondratiuk
- Szczęśliwego Nowego Jorku – reż. Janusz Zaorski

## Laureaci
- Nagroda Grand Prix – Statuetka Leliwity: 
  - Historie miłosne – reż. Jerzy Stuhr

- Nagroda Jury Młodzieżowego – Statuetka Kamerzysty: 
  - Bandyta – reż. Maciej Dejczer

- Nagroda publiczności – Statuetka Maszkarona: 
  - Bandyta – reż. Maciej Dejczer

- Nagroda specjalna jury:
  - Andrzej Kondratiuk – Słoneczny zegar
  - Ewa Telega – za rolę w filmie Łóżko Wierszynina
  - Michał Lorenc – za muzykę do filmu Bandyta